# Perception (Album)
Perception ist das dritte Studioalbum des US-amerikanischen Rappers NF (Nathan John Feuerstein). Es wurde am 6. Oktober 2017 über Capitol Records und das von Feuerstein selbst gegründete Label NF Real Music veröffentlicht und von Tommee Profitt und David Garcia produziert. Perception stieg als erstes Album NFs auf dem ersten Platz der Billboard-200-Charts ein.

## Geschichte
Am 2. August 2017 erschien mit Outro die erste Singleauskoppelung aus dem bereits angekündigten, aber noch nicht benannten Album. Drei Tage vor der Albumveröffentlichung wurde die Single Let You Down veröffentlicht, die als erste Single NFs in die Billboard-Hot-100-Charts einsteigen konnte und in den USA am 10. März 2018 den ersten Platz in den Billboard Mainstream Top 40 erreichte. Am 6. Oktober 2017 erfolgte schließlich die Veröffentlichung des Albums Perception.
In der ersten Woche nach Veröffentlichung wurden 55.000 Einheiten des Albums verkauft. Perception stieg am 23. Oktober 2017 auf Platz eins der Billboard-200-Charts auf, somit war Perception sowohl das erste Album in den Top 10 der Charts sowie das erste Nummer-Eins-Album für NF selbst. Es war auch erst das zweite Album im Jahr 2017, das sofort auf Platz eins der Billboard-200-Charts startete, ohne zuvor in den Hot 100 gelistet worden zu sein. In der zweiten Chartwoche fiel Perception auf Platz 25 ab. Am 22. März 2018 erhielt das Album eine Goldene Schallplatte für 500.000 verkaufte Einheiten. Die Platin-Schallplatte für eine Million verkaufter Tonträger folgte am 11. Januar 2019.
Die Single Let You Down stieg auch in die Deutschen Singlecharts, erreichte als Spitzenposition den 9. Platz und war insgesamt 25 Wochen in den Charts vertreten.

## Rezeption
Die Rezensionen von Perception fielen nach der Veröffentlichung gemischt bis positiv aus. Matt Conner vom CCM Magazine gab dem Album in seiner Rezension vier von fünf möglichen Sternen und begründete dies unter anderem mit dem deutlich erkennbaren Reifeprozesses im Vergleich zu NFs früheren Alben, ohne das Feuerstein seine „Dynamik und Authentizität verliere“. Bei Allmusic erhielt Perception dreieinhalb von fünf möglichen Sternen. David Craft von Jesus Freak Hideout gab dem Album kurz nach der Veröffentlichung nur zwei von fünf möglichen Sternen und begründete mit der seiner Meinung nach fehlenden Originalität des Albums und der Redundanz zu anderen Rap-Alben aus dem Jahr 2017.

„Perception essentially consists of NF spending an hour yelling at listeners about his thinly-veiled insecurities while simultaneously bragging about how great he is. There are a few glimmers of quality scattered throughout the album, but it grows increasingly hard to look over its continued inadequacies.“

„Perception besteht größtenteils daraus, dass NF eine Stunde damit verbringt, den Zuhörern seine kaum verhüllten Unsicherheiten zuzuschreien, um gleichzeitig damit zu prahlen, wie großartig er ist. Zwar sind in dem Album auch einige Lichtblicke verstreut, aber es wird trotzdem sehr schwer, über die fortgesetzten Unzulänglichkeiten hinwegzuschauen.“

In einem zweiten Revue auf Jesus Freak Hideout erhielt Perception von Kevin Hoskins dreieinhalb von fünf Sternen, des Weiteren liegt die Nutzerwertung bei vier von fünf möglichen Sternen. Leah-Lou Blank von Laut.de bezeichnete die Titel auf Perception als eine Mischung aus „2000er Pop und dem aggressiven alten Eminem“. Das Album sei zwar zeitweise wehleidig, allerdings glänze NF „textlich, technisch und stilistisch“.

## Titelliste
| Nr.          | Titel                     | Autor(en)                                                                    | Länge |
| ------------ | ------------------------- | ---------------------------------------------------------------------------- | ----- |
| 1.           | Intro III                 | Nathan Feuerstein, Tommee Profitt                                            | 4:28  |
| 2.           | Outcast                   | Nathan Feuerstein, Tommee Profitt                                            | 5:25  |
| 3.           | 10 Feet Down (ft. Ruelle) | Nathan Feuerstein, Tommee Profitt, Elley Duhé, Devin Guisande, Kyle Guisande | 3:37  |
| 4.           | Green Lights              | Nathan Feuerstein, Tommee Profitt, David Garcia                              | 3:01  |
| 5.           | Dreams                    | Nathan Feuerstein, Tommee Profitt                                            | 3:41  |
| 6.           | Let You Down              | Nathan Feuerstein, Tommee Profitt                                            | 3:32  |
| 7.           | Destiny                   | Nathan Feuerstein, Tommee Profitt, Cameron Doyle                             | 3:59  |
| 8.           | My Life                   | Nathan Feuerstein, David Garcia                                              | 3:35  |
| 9.           | You’re Special            | Nathan Feuerstein, Tommee Profitt                                            | 5:12  |
| 10.          | If You Want Love          | Nathan Feuerstein, Tommee Profitt                                            | 3:19  |
| 11.          | Remember This             | Nathan Feuerstein, Tommee Profitt                                            | 4:00  |
| 12.          | Know                      | Nathan Feuerstein, Tommee Profitt                                            | 3:58  |
| 13.          | Lie                       | Nathan Feuerstein, Tommee Profitt, Mike Elizondo                             | 3:29  |
| 14.          | 3 A.M.                    | Nathan Feuerstein, David Garcia                                              | 3:38  |
| 15.          | One Hundred               | Nathan Feuerstein, David Garcia, Brendon Coe                                 | 3:12  |
| 16.          | Outro                     | Nathan Feuerstein, Tommee Profitt, David Garcia                              | 3:32  |
| Gesamtlänge: | Gesamtlänge:              | Gesamtlänge:                                                                 | 61:38 |

## Rezeption
Chartplatzierungen
| ChartsChartplatzierungen       | Höchstplatzierung | Wochen |
| ------------------------------ | ----------------- | ------ |
| Vereinigte Staaten (Billboard) | 1 (90 Wo.)        | 90     |

Auszeichnungen für Musikverkäufe

| Land/Region               | Auszeichnungen für Musikverkäufe (Land/Region, Auszeichnung, Verkäufe) | Verkäufe  |
| ------------------------- | ---------------------------------------------------------------------- | --------- |
| Vereinigte Staaten (RIAA) | Platin                                                                 | 1.000.000 |
| Insgesamt                 | 1× Platin ·                                                            | 1.000.000 |